# Etimologia del nome Spagna
Per l'origine del nome Spagna, spesso utilizzato per indicare l'intera penisola iberica, sono state proposte varie teorie, più o meno valide o confermate storicamente.
Il nome latino Hispania non trova relazioni con nessuna altra radice latina o indoeuropea. Ne sono seguite svariate teorie, che possono essere riunite in tre gruppi.

## Spagna

### Ipotesi greca
Gli scrittori antichi pensavano ad un'ipotesi legata alla lingua greca, in quanto hesperos era il nome della prima stella che potevano vedere ad occidente dopo il crepuscolo. 
Hesperia fu quindi il nome che diedero sia all'Italia che alla Spagna; i fonemi potrebbero poi aver subìto una mutazione, arrivando alla parola Hispania. 

### Ipotesi fenicia
L'etimologia al giorno d'oggi più accettata è quella che fa supporre un'origine fenicia del nome. 
Nel 1674, Samuel Bochart, sulle basi di un testo di Catullo che definisce la Spagna cuniculosa, pensò che questo aggettivo potesse essere l'etimologia del nome della regione: dedusse che, in una qualche lingua semitica, il termine sf(a)n potesse significare coniglio, visto che la parola fenicia i-shphanim letteralmente indica una procavia. Questo nome, mancandone uno più appropriato, fu quello scelto dai fenici per chiamare l'Oryctolagus cuniculus, abbondantemente diffuso nella regione iberica, ma sconosciuto a loro. 
Un'altra versione di questa stessa etimologia sarebbe hi-shphanim, isola dei conigli, o nuovamente delle procavie: una spiegazione, quest'ultima, legata alla pronuncia in latino classico della lettera h.
Una seconda interpretazione della radice fenicia span è il suo significato di occulto, che indicherebbe la visione della Spagna da parte del popolo di navigatori come un paese nascosto e remoto, in quanto situato ai limiti del mondo conosciuto.
Altra opzione, rilevata dal sivigliano Trigueros nel 1767, è la parola fenicia traducibile con "nord", in quanto la penisola spagnola si trova a nord di Cartagine o comunque delle colonie fenicie nordafricane : si avrebbe quindi i-span-ia, isola del nord.
La teoria comunque più recente e accreditata proviene da alcuni esperti di filologia semita, i quali, dopo aver analizzato tutte le ipotesi e aver realizzato uno studio filologico comparativo tra varie lingue semitiche, sono giunti alla conclusione altamente probabile che l'etimologia sia i-span-ya, "costa o isola dei forgiatori o delle forge (di metalli)": questa soluzione sarebbe sostenuta dall'intensa attività mineraria e metallurgica dei territori andalusi al tempo in cui i fenici giunsero in Spagna; fatto che fu tra le ragioni per cui essi stabilirono proprie colonie in questa regione.

### Ipotesi basca
Alcuni studiosi moderni, facendo seguito ad analisi dei primi anni del XIX secolo, propongono un'opzione etimologica autoctona del nome, legandolo al vocabolo basco ezpaina ("labbro", ma per estensione "bordo", "confine").
Altri ritengono che vi sia stata una corruzione della parola izpania, la cui radice iz- in basco ha più di un'etimologia ("mare", "parola" o "linguaggio"):
- tenendo come valido "linguaggio", si giunge a "un linguaggio è mio".
- tenendo come valido "mare", si giunge a "dividere", col significato di "la terra che divide il mare".

## Iberia
D'altra parte, il coniglio/procavia non era l'unico animale ad abitare in gran numero la penisola spagnola: i greci furono colpiti dalla quantità di serpenti, e la chiamarono ophioússa, "terra di serpenti", appunto.
Col tempo prevalse però il toponimo Iberia, essendo iber una parola che sentivano pronunciare spesso dalle popolazioni autoctone. Alcuni linguisti pensano voglia semplicemente dire fiume, ma non s'è ancora raggiunto un accordo. In questo caso va sottolineato che infatti i Romani proprio con la parola autoctona Iber indicavano il fiume Ebro, e che quindi i Romani  intendessero l'Iberia come "terra bagnata dal fiume Ebro"; poi come tipico nella toponomastica antica, l'uso del termine si allargò a tutta quella penisola che noi chiamiamo appunto "iberica".